# Ernst Andrée
Ernst Andrée (* 8. Mai 1883 in Recklinghausen; † 17. März 1969 in Hannover) war ein deutscher Politiker (SPD).

## Leben
Andrée besuchte die Volksschule und bildete sich später privat fort. 1901 bis 1906 war er als Techniker tätig. Er trat der SPD bei und war 1911 bis 1922 Redakteur des „Volkswille“ in Hannover. 1919 bis Mai 1924 war er Mitglied des Bürgervorsteher-Kollegiums im Hannover und ab Januar 1921 dessen Worthalter. Im Februar 1923 wurde er zum Landesrat bei der Provinzialverwaltung der Provinz Hannover gewählt. 1920 bis 1925 gehörte er dem Provinziallandtag der Provinz Hannover an. Dieser wählte ihn Mai 1921 bis April 1933 in den Preußischen Staatsrat. Dort war er 1923 bis 1929 Vorsitzender des Wirtschaftsausschusses. Nach der Machtergreifung der Nationalsozialisten wurde er entlassen und war längere Zeit arbeitslos. Von Januar 1938 bis Mai 1943 war er Vertreter der Gothaer Versicherung und dann Kriegshilfsarbeiter bei der Hannoverschen Landwirtschaftlichen Berufsgenossenschaft. Nach dem Zweiten Weltkrieg wurde er am 1. Juni 1945 von der Besatzungsmacht wieder als Landesrat eingesetzt. Danach wurde er Ministerialrat im Ministerium für Arbeit, Aufbau und Wohlfahrt des Landes Niedersachsen. 1946 bis 1947 war er Vorsitzender des Flüchtlingsbeirates im Zonenbeirat.